# Предложенная бесполётная зона над Украиной
На начальном этапе российского вторжения в Украину в 2022 году президент Украины Владимир Зеленский неоднократно призывал международное сообщество, в первую очередь США и страны НАТО, ввести бесполётную зону над территорией Украины.
Из-за рисков эскалации конфликта эта идея не получила поддержки среди военных экспертов, руководства США и других стран НАТО. Уже на раннем этапе войны высказывались обоснованные сомнения в эффективности и полезности бесполётной зоны над Украиной, так как наибольшие разрушения и жертвы были вызваны операциями наземных сил.
Эти сомнения впоследствии подтвердились. России не удалось добиться превосходства в воздухе, и из-за эффективности украинской системы ПВО и насыщения пехоты переносными ракетными комплексами «земля-воздух» российские военные уже в апреле отказались от прямых бомбардировок городов, а летом — от использования вертолётов вблизи линии соприкосновения. В дальнейшем роль российской авиации в конфликте свелась к ракетным ударам с безопасного расстояния и к сбросу фугасных бомб весом 500—1500 кг, оснащённых универсальным модулем планирования и коррекции (УМПК), также с безопасного расстояния за линией фронта.

## История

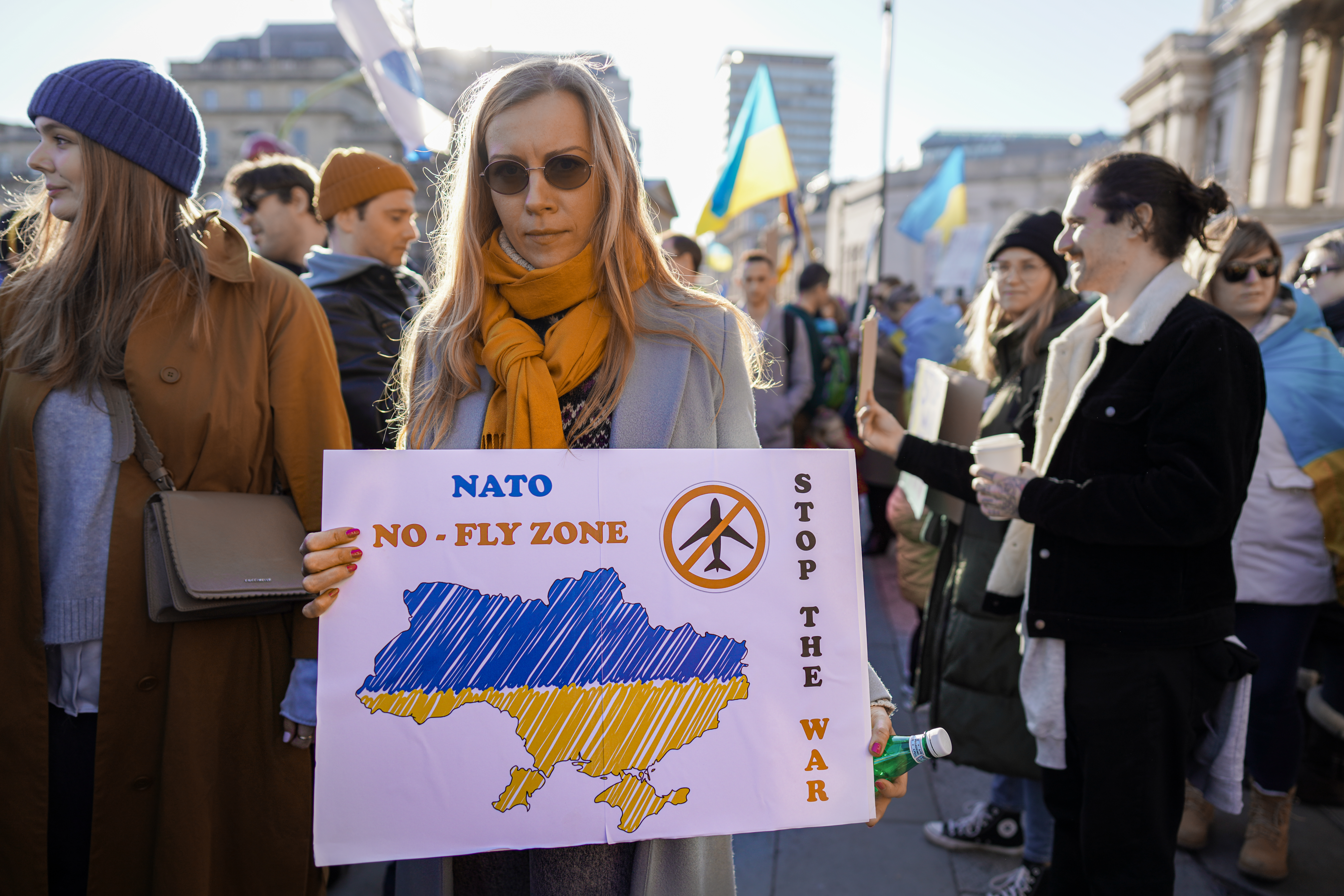
Протестующая на Трафальгарской площади в Лондоне, требующая введения беспролётной зоны над Украиной, 27 февраля 2022

С первых дней полномасштабного российского вторжения президент Украины Владимир Зеленский призывал страны Запада ввести над страной бесполётную зону для защиты мирных жителей от российских авианалётов. Уже в первые дни сотни гражданских были убиты российскими обстрелами, миллионы вынуждены покинуть свои дома, до 3 млн человек выехали за пределы Украины. После российских обстрелов Запорожской АЭС к доводам в пользу создания бесполётной зоны добавилось обеспечение ядерной безопасности.
Просьбы украинских властей получили определённую поддержку: к созданию бесполётной зоны призвал Парламент Эстонии, открытое письмо в её поддержку подписали 27 публичных экспертов по международным отношениям, а соцопросы в Вашингтоне показали, что рядовые граждане в целом поддерживают такую гуманитарную интервенцию. Однако руководство НАТО, власти США и других стран-членов альянса твёрдо заявили о невозможности подобного решения с учётом рисков эскалации.

## Правовые основы
Воздушная зона — воздушное пространство, в котором запрещено перемещение определённых самолётов. Бесполётные зоны вводились международным сообществом в условиях военного конфликта, как с согласия одной из сторон (например, во время войны в Боснии и Герцеговине в рамках операции «Запрет полёта»), так и без участия сторон конфликта, как в ходе операций США в Ираке (Provide Comfort в 1991—1996 годах, Northern Watch в 1997—2003 годах и Southern Watch в 1992—2003 годах) и операции НАТО Unified Protector в Ливии в 2011 году. Целью бесполётных зон является защита мирного населения. С точки зрения международного права, законный правовой статус бесполётной зоны над Украиной мог быть обеспечен по меньшей мере тремя путями:
- Решение Совета Безопасности ООН. Решение о создании бесполётной зоны для защиты гражданского населения мог бы принять Совет безопасности ООН, однако Россия имеет право вето в Совбезе. Формально Генеральная ассамблея ООН может дать обязывающую рекомендацию провести гуманитарную интервенцию и создать бесполётную зону на основе резолюции «Единство в пользу мира». Однако мандат Генассамблеи ООН в вопросах международного мира и безопасности ограничен решениями Международного суда ООН[13].
- Коалиция на основе принципа «Обязанности защищать». Международное сообщество могло бы сформировать коалицию на основе принципа"Обязанности защищать" для создания и поддержания бесполётной зоны и без решения Совбеза или Генассамблеи. Однако одобрение Генассамблеи могло бы добавить альянсу легитимности. Подобная коалиция маловероятна без поддержки США, поскольку только эта страна обладает достаточным военным потенциалом для сдерживания России от использования ядерного оружия[7].
- Запрос от Украины как суверенного государства. Украина могла бы запросить создание бесполётной зоны над своей территорией без решений органов ООН и получить поддержку других стран в рамках принципа коллективной самообороны[13].

Независимо от юридических оснований для создания бесполётной зоны, страны-участницы операции получили бы законное право находиться в украинском воздушном пространстве и применять военную силу для поддержания бесполётной зоны. Участие в создании бесполётной зоны не нарушит принцип нейтралитета, а неспровоцированная атака со стороны России будет квалифицирована как нарушение международного права, дающее пострадавшей стороне право на самооборону (в дополнение к праву на самооборону, которое имеет Украина).

## Сложности
Обеспечение бесполётной зоны подразумевает разведку, круглосуточное патрулирование воздушного пространства, создание инфраструктуры на земле, перехват авиации воюющей стороны и подавление систем ПВО для обеспечения безопасности воздушных сил, участвующих в работе бесполётной зоны. Даже если Россия согласилась бы на бесполётную зону, остаётся недопустимый риск возникновения внештатных ситуаций, которые могут быть расценены как прямое военное столкновение. При этом генеральный секретарь НАТО Йенс Столтенберг подчёркивал, что Россия, очевидно, проигнорирует требования НАТО, а Владимир Путин публично угрожал, что расценит саму организацию бесполётной зоны как прямое участие НАТО в конфликте.
При этом предложенная бесполётная зона над Украиной принципиально отличалась от предшествующего опыта. Во всех предыдущих случаях основанием для создания бесполётной зоны выступало решение Совета Безопасности ООН, но любое его решение может быть заблокировано вето России. Также, прежние бесполётные зоны вводились в ситуации, когда агрессор не мог им эффективно противодействовать. В случае России значительные риски для бесполётной зоны создавали бы российские системы ПВО и наличие у страны современной истребительной авиации.